# Universitetet i Wrocław

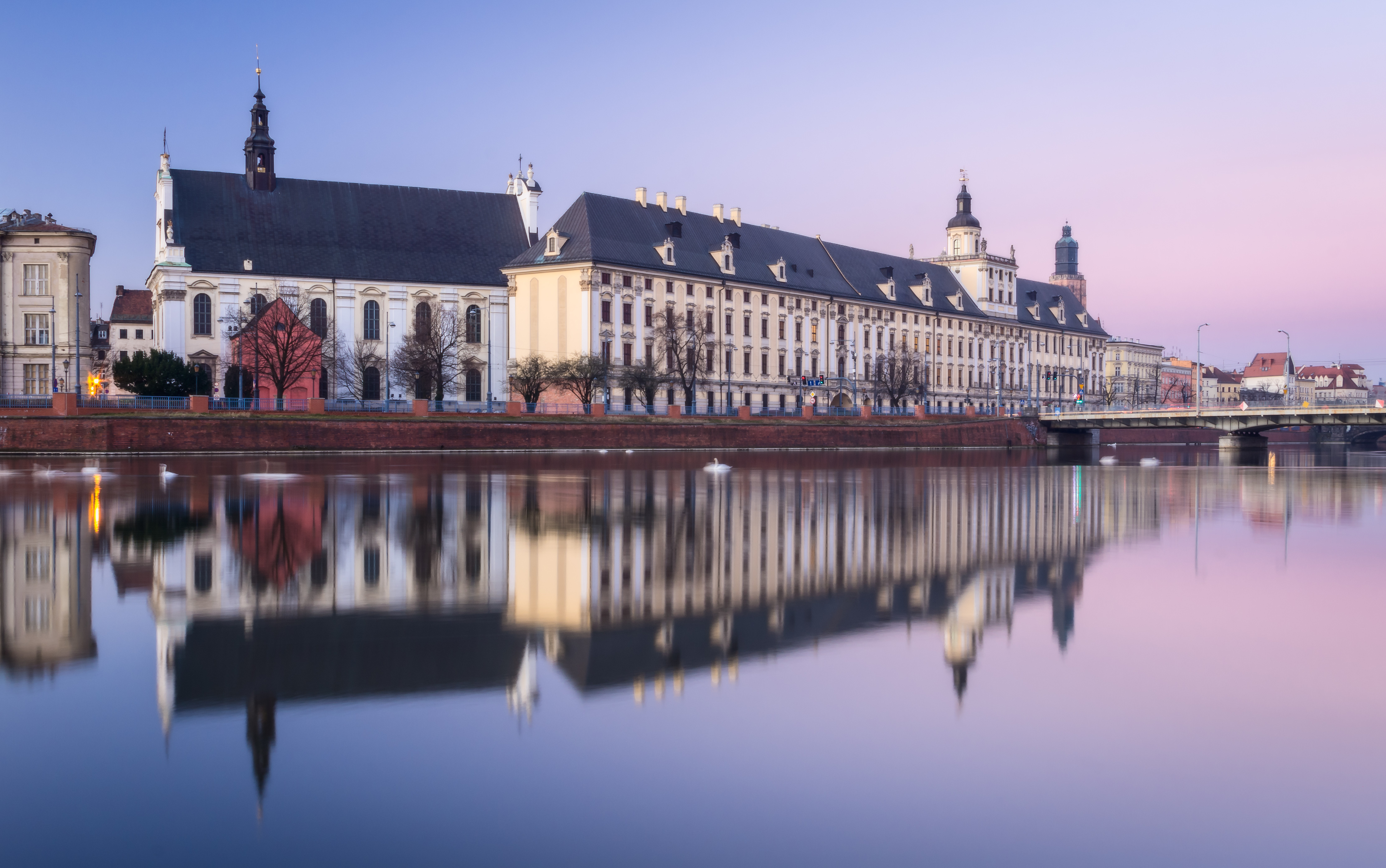
Universitetet i Wrocław sett från floden Oder.

Universitetet i Wrocław (polska Uniwersytet Wrocławski) är en av 35 högskolor i Wrocław i Polen. 

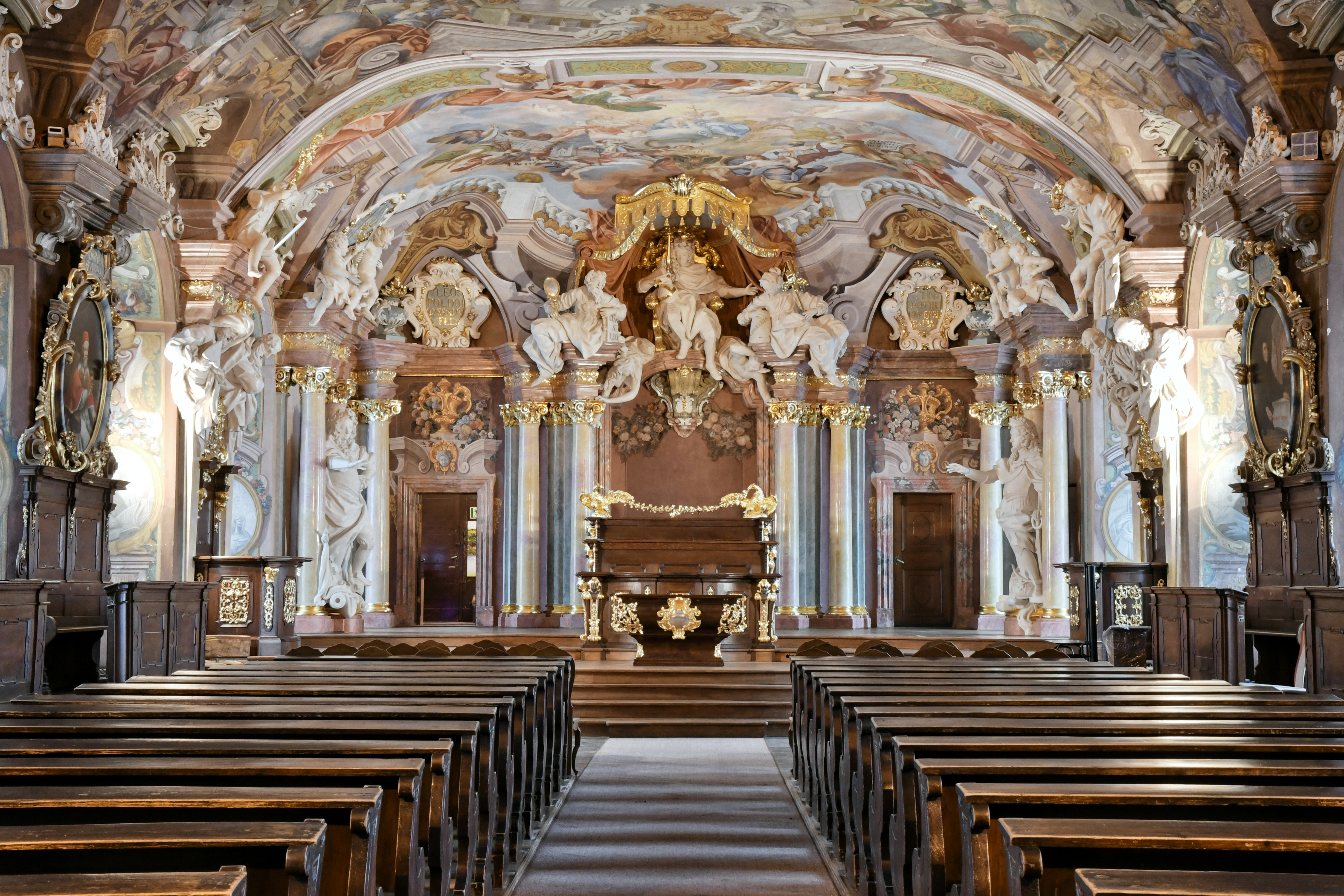
Leopold-aulan

Det öppnade i sin nuvarande form 1945 som efterföljare efter Schlesische Friedrich-Wilhelms-Universität zu Breslau (ofta kallat Universität Breslau) från 1811, som i sin tur gick direkt tillbaka till högskolan Leopoldina, som grundlades 1702 i vad som då var Habsburgmonarkin. Universitetet består av tio fakulteter, och institutionen har omkring 40 000 studenter och 3301 anställda.

## Nobelpristagare
- Friedrich Bergius, nobelpristagare i kemi
- Max Born, nobelpristagare i fysik
- Hans Georg Dehmelt, nobelpristagare i fysik
- Paul Ehrlich, nobelpristagare i medicin
- Theodor Mommsen, klassisk filolog och nobelpristagare i litteratur, professor i romersk rätt vid universitetet i Breslau
- Otto Stern, nobelpristagare i fysik